# Station Abfaltersbach
Station Abfaltersbach is een spoorwegstation aan de Drautalspoorlijn in de gemeente Abfaltersbach (Oostenrijk-Oost-Tirol).